# Castello svevo (Rocca Imperiale)
Il castello svevo/aragonese di Rocca Imperiale è un castello quadrilatero fornito di otto torri, cinto da mura merlate e dotato di un fossato..
Costruito tra il 1225 e il 1240 circa, è una delle principali attrazioni del comune.

## Storia e descrizione
Si possono individuare tre fasi nella costruzione del castello di Rocca Imperiale.
Il castello originario, databile al XIII secolo, era probabilmente di dimensioni molto più modeste rispetto a quelle attuali. La fondazione è attribuita a Federico II di Svevia, dal quale prende nome l’abitato di Rocca Imperiale, il quale avrebbe fatto costruire il castello come tanti altri per rafforzare il suo potere sul territorio ma anche come sosta nei suoi ripetuti viaggi da e per la Sicilia.
Della struttura originaria restano poche tracce:  una torre avente sezione costante, il portale d'ingresso, una finestra ogivale di arenaria che dà sulla costa scoscesa a ovest e alcune feritoie. Non risultano tentativi passati di ricerche per individuarne il nucleo originale che probabilmente era molto più piccolo con una sola torre quadrata al centro.
Le dimensioni e molto dell’aspetto attuale derivano invece dal grande ampliamento e rafforzamento fatto nel 1487 da Alfonso II d’Aragona. A questo periodo risalgono il cassero, il maschio poligonale e le diverse torri (precisamente otto, delle quali cinque a pianta circolare). Con la parte a ovest ben protetta dal profondo e praticamente invalicabile burrone, il lavoro dei capi-mastri (gli architetti dell’epoca) Saccomanno di Portanova e Carlo Quaranta di Cava, si concentrò sugli altri lati con la costruzione delle strutture che sono ancora oggi esistenti: un cassero, il maschio centrale, le torri, il muro di cinta con il fossato, profondo otto metri ma poco largo, nonché i due ponti levatoi. L’aggressore che avesse superato le mura esterne del paese e che fosse riuscito a superare anche la cinta muraria del castello, si sarebbe trovato ingabbiato nel fossato, troppo poco largo per poter manovrare ed esposto al tiro impietoso degli assediati. Il progetto dimostrò la sua validità almeno in un caso del quale abbiamo conoscenza: quando nel 1644 (tra il 29 giugno e il 1º luglio) i Turchi assaltarono il paese, molti degli abitanti si salvarono all’interno del castello che non fu espugnato.
All’interno oltre a tutti gli accorgimenti per rendere l'edificio in grado di resistere ad un lungo assedio con ampi depositi di olio e grano e ben cinque cisterne d'acqua, sono presenti scuderie, casematte, sotterranei, corridoi intercomunicanti e trombe per l'aerazione nelle torri. Di almeno una delle gallerie ora interrate si riconosce l’accesso e si dice che ve ne fosse una, ora non rintracciabile, di uscita segreta all'esterno che sbucava a grande distanza nel vallone a est e attraverso la quale gli assediati avrebbero potuto tentare l’estrema fuga.
Vi erano numerosi locali sotterranei uno dei quali adibito a galera e la “sala dei supplizi” così chiamata per la presenza al centro del soffitto di un anello di ferro che si suppone fosse usato per dare i “tratti di corda” ai prigionieri e forse per le impiccagioni.
A tutto questo complesso architettonico erano poi collegate le mura del paese che svolgendosi dal “Murorotto” dove si notano i resti di una torre quattrocentesca, raggiungevano “la Croce” e  “l'Ospedale” fino al dirupo di “Scalella”.
Le terze ed ultime modifiche ed aggiunte furono quelle fatte nel 1700 dai duchi Crivelli, ultimi feudatari del borgo di Rocca Imperiale, che vollero fare della fortezza una residenza consona allo stile del tempo e della propria posizione. Sono queste tutte le stanze del piano superiore con finestrature regolari che ben si distinguono dal resto delle precedenti strutture.
Dopo i Crivelli, abolito il feudalesimo, il castello andò incontro ad un progressivo decadimento passando attraverso vari proprietari fino al completo abbandono che lo rese preda di vandalismi e cava di materiale edile di recupero.
Solo negli anni più recenti vari interventi di ristrutturazione, finanziati con fondi pubblici, hanno reso possibile la stabilizzazione della grande struttura ed il suo mantenimento.